# Mark Iuliano
Mark Iuliano, né le 12 août 1973 à Cosenza, est un footballeur international italien évoluant au poste de défenseur, reconverti entraineur.
Le 1er juin 2008, à l'issue du match de championnat, Iuliano est contrôlé positif à la cocaïne.

## Carrière joueur
- 1990-1992 : Salernitana Sport ( Italie)
- 1992-1993 : Bologne FC ( Italie)
- 1993-1994 : Calcio Monza ( Italie)
- 1994-1996 : Salernitana Sport ( Italie)
- 1996-jan. 2005 : Juventus FC ( Italie)
- jan. 2005-jan. 2006 : RCD Majorque ( Espagne)
- fév. 2006-2006 : UC Sampdoria ( Italie)
- 2006-jan. 2008 : FC Messina Peloro ( Italie)
- jan. 2008-2008 : Ravenne Calcio ( Italie)[2]

## Palmarès
- Finaliste du Championnat d'Europe 2000 avec l'Italie
- Vainqueur de la Supercoupe de l'UEFA : 1996 (Juventus)
- Finaliste de la Ligue des champions : 1997 et 1998 (Juventus)
- Vainqueur de la Supercoupe d'Italie : 1998, 2002 et 2003 (Juventus)
- Champion d'Italie : 1997, 1998, 2002 et 2003 (Juventus)

## Carrière internationale
- A participé à la Coupe du monde 2002 (1 match contre la Corée du Sud)
- A participé au Championnat d'Europe 2000 (6 matchs)
- 19 sélections et 1 but en équipe d'Italie entre 1998 et 2002

## Carrière entraineur
- depuis jan. 2015 :  Latina